# Усть-Луга (порт)
59°45′57″ пн. ш. 28°28′39″ сх. д. / 59.7659° пн. ш. 28.4776° сх. д.
Усть-Луга — морський торговельний порт (МТП) на північному заході Росії, в Кінгісеппському районі Ленінградської області, на Лузькій губі Фінської затоки Балтійського моря поблизу селища Усть-Луга. Розпочав роботу з відкриття у грудні 2001 року вугільного терміналу, існуючий лісовий термінал у гирлі річки Луга був включений до складу порту. На початок 2020-х став найбільшим портом на Балтиці (і другим за величиною в Росії).
Чинну назву порт отримав 12 грудня 2000.

## Розташування та логістика
Лузька губа розташована за 70 км від межі Санкт-Петербурга у південно-східній частині Фінської затоки і вдається у південний берег на 20 км між мисом Кургальського на заході і мисом Сойкінським на сході.
Умови навігації у цій частині Фінської затоки дозволяють здійснювати практично цілорічну експлуатацію порту з коротким періодом льодової проводки (тривалість навігації без використання криголамів у Лузькій губі доходить до 326 діб на рік).
На 2011 рік великотоннажні морські судна здійснювали вхід і вихід в порт Південним підхідним каналом (Лузький морський канал). В 2009 році канал реконструйовано: розширено до 180 м і заглиблено до 16 м. Максимальна дозволена прохідна осадка 13,7 м. Після реконструкції довжина каналу становить 5,7 км.
До 16 м поглиблені акваторії Вугільного терміналу, Універсального перевантажувального комплексу, Комплексу перевантаження технічної сірки, Комплексу наливних вантажів. До позначки 12,8 м виконано днопоглиблення біля причалів МПК «Південь-2». Проектні позначки (13,7 м) досягнуті на акваторії причалів № 3,4 Контейнерного термінала.
Залізничне сполучення здійснюється через мережу залізниць по лінії Мга — Гатчина — Веймарн — Усть-Луга, що примикає до залізничної магістралі Санкт-Петербург — Таллінн. Для забезпечення діяльності порту ВАТ «РЖД» провело реконструкцію чинних колій і будівництво нових парків станції Лузька. Пропускна здатність порту Усть-Луга у 2012 році склала 35 млн т на рік; до 2015 року пропускну здатність планувалося збільшити до 50 млн т на рік, до 2020 року — до 100 млн т на рік.
Автомобільне сполучення здійснюється по автодорозі А 180 «Нарва».

## Будівництво

### Перший етап
Будівництво порту Усть-Луга розпочато з метою створення комплексів для перевалки масових вантажів (вугілля, мінеральних добрив) на великотоннажні судна вантажопідйомністю понад 30 тис. тонн.
Замовником-забудовником територій Морського торгового порту Усть-Луга був ВАТ «Компанія Усть-Луга». За контрактом з Мінтрансом РФ вона могла залучати державні та приватні інвестиції в будівництво порту.
3 лютого 2015 року представник ради директорів ВАТ «Компанія» Усть-Луга заявив, що контракт з Міністерством транспорту Росії від 15 червня 2000 року зі створення порту є фактично виконаним.

### Другий етап
Другим етапом розвитку порту стане комплексний розвиток прилеглої до порту території. «Компанія» Усть-Луга планує будувати Усть-Лузький індустріальний парк і місто-супутник Усть-Луга. Передбачається створення туристичного середовища та рекреаційних зон на основі Кургальського і Котельського заказників у гирлі р. Луга.. У гирлі річки Луга (на захід від порту Усть-Луга) передбачалося створити багатофункціональний туристично-рекреаційний комплекс. Його розвиток передбачено у рамках державно-приватного партнерства за схваленою у 2010 році урядом Ленінградської області програмі «Розвиток галузі туризму та рекреації Ленінградської області на 2010—2015 роки»
Свій індустріальний парк і вантажний аеропорт планує будувати компанія «Мультимодальний комплекс „Усть-Луга“».
«ЄвроХім» планує побудувати термінал мінеральних добрив у морському порту Усть-Луга, що дозволить виробникам переорієнтувати вантажі з країн Балтії і забезпечити перевалку нових обсягів. Раніше перевантаження вугілля з Прибалтики в Усть-Лугу створив проблеми з постачанням по залізниці інших вантажів. Планується електрифікувати промстанцію, яка буде примикати до нової станції Лузька-Східна і побудувати обгінну колію навколо станції Лузька]. Через затримку створення глибоководної акваторії термінала, Ультрамар 1 червня 2020 розірвав контракт ТОВ «Гідроспецстрой», яке користувалося послугами судів Baltic Digger і Milford, приписаних до естонського порту Мууга.

## Термінали
Територія порту розділена на низку терміналів, що спеціалізуються на перевалці певних вантажів. У кожного терміналу свій оператор.
Генеральна схема розвитку МТП Усть-Луга передбачає будівництво 16 перевантажувальних комплексів. Станом на 2007 рік в порту Усть-Луга діяли:
- Лісовий термінал (оператор — ВАТ «Лесной терминал „Фактор“»);
- Вугільний термінал (оператор — ВАТ «Ростерминалуголь»);
- Автомобільно-залізничний поромний комплекс (оператор — ФГУП «Росморпорт»);
- Багатопрофільний перевантажувальний комплекс «Південь-2» (оператор — ВАТ «Морской торговый порт Усть-Луга»);
- Універсальний перевантажувальний комплекс (оператор — ТОВ «Универсальный перегрузочный комплекс»);
- Комплекс перевантаження технічної сірки (оператор — ТОВ «Европейский серный терминал»);
- Рибний термінал (оператор — ВАТ «Усть-Лужский рыбокомбинат»);
- Термінал з обслуговування суден (оператор — ВАТ «Усть-Лужская производственно-торговая компания»).
- Термінал з обслуговування суден (оператор — ТОВ «Невская трубопроводная компания» (НТК)[14].

У 2011 році в порту Усть-Луга:
- введено в експлуатацію термінал «Нова Гавань»[15] (термінал накатних вантажів);
- експлуатується «в тестовому режимі» Комплекс наливних вантажів[16];
- перше судно прийняв Контейнерний термінал (ВАТ «Усть-Лужский контейнерный терминал», належить НКК)[17].

У 2012 році в порту розпочато відвантаження нафти з другої Балтійської трубопровідної системи (БТС-II). Пропускна спроможність першої черги БТС-II складає 30 млн тонн нафти на рік.
З 28 травня 2011 року було відкрито вантажопасажирська лінія Кіль — Зассніц — Усть-Луга, оператор лінії — DFDS Seaways. На лінії працював паром «Каунас». Сервіс був щотижневим. Суднозаходи здійснювалися раз на тиждень — по п'ятницям. Заходи здійснювалися на лінії Кіль — Усть-Луга — Санкт-Петербург. Згодом був замінений паром на Botnia Seaways. З вересня 2017 року заходи не здійснюються через збитковість сервісу, Оператором лінії вантажі перенесені до Великого Порту Санкт-Петербург.
На постійній основі здійснювалися перевезення по маршруту Усть-Луга — Сілламяе. Оператор лінії — компанія ULS. На лінії працював паром. Станом на вересень 2016 року лінія закрита через збитковість.
З 2008 року відкрита поромна лінія Усть-Луга — Балтійськ, в червні 2011 року вона продовжена до німецького порту Зассніц. На початок 2012 року на лінії працювали пороми «Балтійськ», «Petersburg», «Амбал».
У червні 2013 року відбувся запуск терміналів Сибуру і Новатек з перевалки зріджених вуглеводневих газів і стабільного газового конденсату відповідно.
21 січня 2024 року зазнав нічної атаки морський термінал в Усть-Лузі. По цілі влучно відпрацювали безпілотники СБУ — ураження були точними, почалася масштабна пожежа, в ході якої відбулася евакуація співробітників. Нафтовий термінал «Усть-Луга Ойл» є важливим об'єктом для росіян, де переробляється паливо, яке, зокрема, постачається і для російських військових. Успішна атака на такий термінал завдала не лише економічних збитків, позбавлючи окупантів можливості заробляти кошти на веденні війни в Україні, але й значно ускладнила логістику палива для російської армії.

### Вантажообіг
| рік      | 2003  | 2004  | 2005  | 2006   | 2007  | 2008  | 2009  | 2010  | 2011  | 2012   | 2013  | 2014  | 2015  | 2016  | 2017  | 2018  | 2019  | 2020  |
| -------- | ----- | ----- | ----- | ------ | ----- | ----- | ----- | ----- | ----- | ------ | ----- | ----- | ----- | ----- | ----- | ----- | ----- | ----- |
| млн т    | 0,442 | 0,801 | 0,708 | 3,766  | 7,143 | 6,763 | 10,36 | 11,78 | 22,69 | 46,79  | 62,64 | 75,69 | 87,87 | 93,36 | 103,3 | 98,73 | 103,9 | 102,6 |
| зміна, % |       | ▲81,2 | ▲11,6 | ▲431,9 | ▲89,6 | ▼5,3  | ▲53,2 | ▲13,7 | ▲92,6 | ▲106,2 | ▲33,9 | ▲20,8 | ▲16,1 | ▲6,2  | ▲10,6 | ▼4,4  | ▲ 5,2 | ▼1,2  |